# Nova Television
Nova Television est une chaîne de télévision bulgare lancée le 16 juillet 1994 et appartenant au groupe suédois Modern Times Group.
Elle diffuse des émissions de téléréalité, des séries télévisées, des jeux télévisés, et autres.